# Програмний каркас

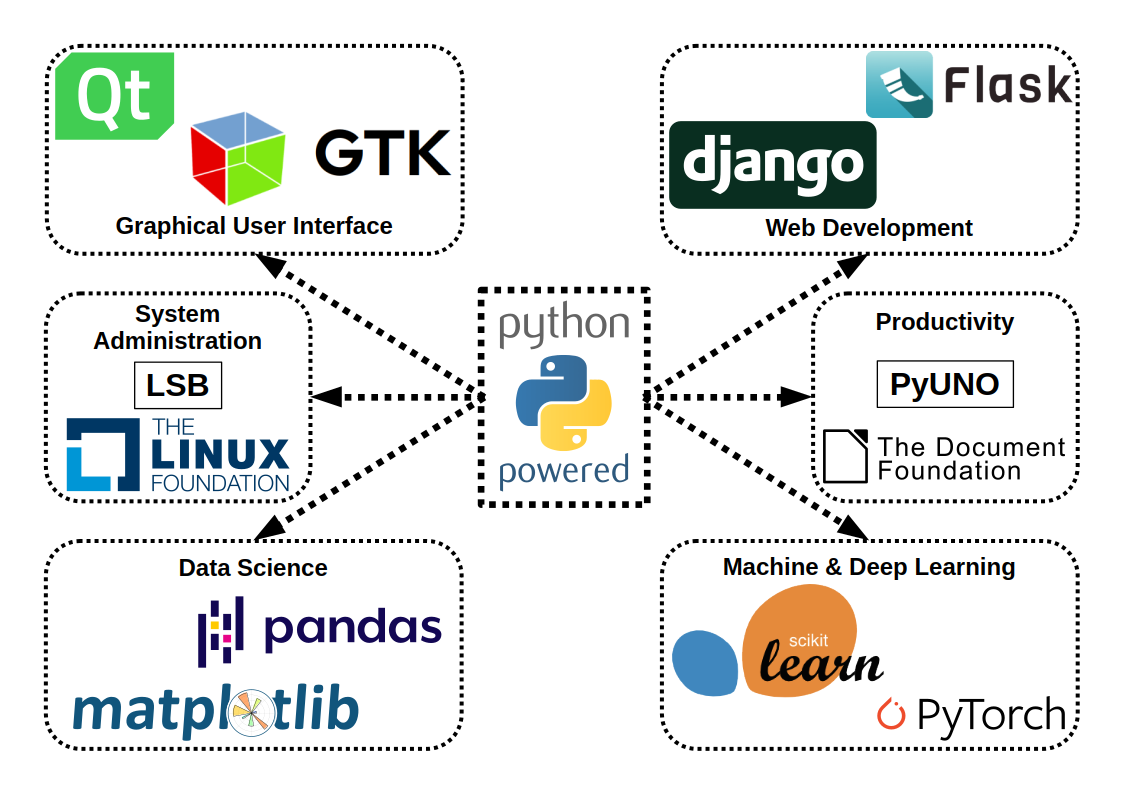

Фреймворк (англ. Framework, каркас, платформа, структура, інфраструктура) — інфраструктура програмних рішень, що полегшує розробку складних систем. Спрощено дану інфраструктуру можна вважати своєрідною комплексною бібліотекою, але при цьому вона має ряд обмежень, що задають правила створення структури проєкту та написання коду.

## Програмний фреймворк
Програмний фреймворк (англ. software framework) — це готовий до використання комплекс програмних рішень, включаючи дизайн, логіку та базову функціональність системи або підсистеми. Відповідно — програмний фреймворк може містити в собі також допоміжні програми, деякі бібліотеки коду, скрипти та загалом все, що полегшує створення та поєднання різних компонентів великого програмного забезпечення чи швидке створення готового і не обов'язково об'ємного програмного продукту. Побудова кінцевого продукту відбувається, зазвичай, на базі єдиного API.

## Каркас застосунку
Одна з головних переваг, при використанні каркасних застосунків, полягає в тому, що такі програми мають стандартну структуру. Каркаси застосунків стали популярними з появою елементів інтерфейсу, які мали тенденцію до реалізації стандартної структури для додатків. З їх використанням стало набагато простіше створювати засоби для автоматичного створення графічних інтерфейсів, оскільки структура внутрішньої реалізації коду програми стала відома заздалегідь. Для забезпечення каркаса, зазвичай, використовують підходи об'єктно-орієнтованого програмування, наприклад, частини програми можуть успадковуватися від базових класів фреймворку.